# Rim (Buzet)
Rim is een plaats in de gemeente Buzet in de Kroatische provincie Istrië. De plaats telt 26 inwoners (2001).